# Brücknersche Villa

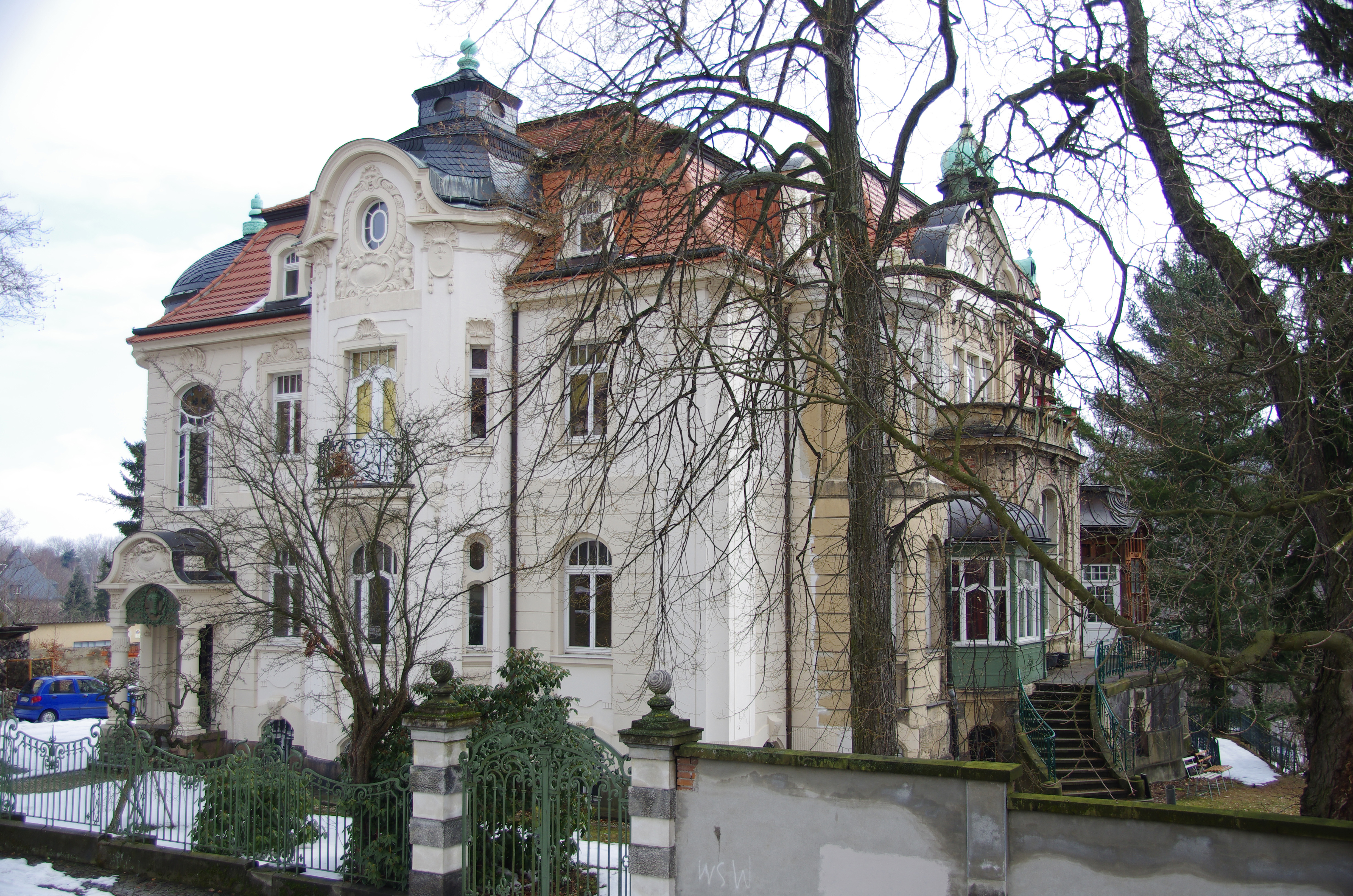
Brücknersche Villa in Löbau.

Die Brücknersche Villa ist ein unter Denkmalschutz stehendes Gebäude in Löbau, entworfen von dem Architekten Oswald Haenel.
Der am Brücknerring 8 gelegene Bau wurde 1901 in opulenter neubarocker Formensprache in einem Park auf Bestreben von Heinrich Curt Brückner, dem Namensgeber, am Schulgraben der Stadt errichtet. Die Fassade des walmdachgedeckten verputzten Objektes über unregelmäßigem Grundriss ist durch Pilaster sowie plastischen Bauschmuck gegliedert, an der Westseite befindet sich ein gedrungener Treppenturm. Im Inneren ist noch ein großer Teil der zeitgenössischen Ausstattung erhalten.
1911 wurde der Schulgraben, an dem sich die Villa befindet, in Brücknerring umbenannt.